# Dekanat Nowy Staw
Dekanat Nowy Staw – jeden z 21 dekanatów w rzymskokatolickiej diecezji elbląskiej.

## Parafie
W skład dekanatu wchodzi 7 parafii:
- parafia św. Katarzyny – Boręty
- parafia św. Andrzeja Apostoła – Lasowice Wielkie
- parafia św. Urszuli – Lichnowy
- parafia św. Mikołaja – Lisewo Malborskie
- parafia św. Marcina – Nowa Cerkiew
- parafia św. Mateusza Apostoła – Nowy Staw
- parafia św. Bartłomieja Apostoła – Świerki

## Historia
- W 1923 roku wybudowany został kościół Chrystusa Króla w Piekle (Pieckel), jako filialny parafii w Pogorzałej Wsi.
- W latach 1925–1992 dekanat należał do diecezji gdańskiej. Erygowany w 1925 roku przez biskupa gdańskiego Edwarda O’Rourke, do czasu utworzenia dekanatu Nowy Dwór Gdański 23 sierpnia 1931 roku obejmował tereny Wolnego Miasta Gdańska położone na prawym brzegu Wisły. W roku 1931 do dekanatu Nowy Staw należały parafie:
  - Boręty Barendt – św. Katarzyny Męczennicy - 631 osób
  - Lasowice Wielkie Groß Lesewitz – św. Andrzeja Apostoła - 1242 osoby
  - Lichnowy Groß Lichtenau – św. Urszuli - 1805 osób
  - Kałdowo Kalthof – św. Józefa - 1626 osób
  - Nowy Staw Neuteich – św. Mateusza Apostoła - 3196 osób
  - Kończewice Kunzendorf – Matki Bożej Wniebowzięcia - 714 osób
  - Mątowy Wielkie Groß Montau – Świętych Apostołów Piotra i Pawła - 898 osób
  - Miłoradz Mielenz – św. Michała Archanioła - 612 osób
  - Pogorzała Wieś Wernersdorf – św. Mikołaja - 1248 osób
  - Gnojewo Gnojau - świętych Szymona i Judy Tadeusza - 663 osoby
- W 1974 roku nastąpiła zmiana granic dekanatu. Od dekanatu Nowy Dwór Gdański odłączono parafie pw. św. Bartłomieja w Świerkach i św. Marcina w Nowej Cerkwi; przyłączono je do dekanatu nowostawskiego.
- W 1973 roku biskup Lech Kaczmarek w parafii Kończewice erygował wikariat pw. św. Mikołaja w Lisewie Malborskim, który w 1979 roku stał się samodzielną parafią.
- W 1976 roku biskup Lech Kaczmarek utworzył przy kościele pw. Chrystusa Króla w Piekle samodzielny wikariat, który w 1988 roku stał się parafią.
- 1 lipca 1986 roku biskup Tadeusz Gocłowski erygował parafię pw. św. Floriana w Szymankowie, do której włączono parafię św. Judy Tadeusza w Gnojewie.
- 1 sierpnia 1986 roku biskup Tadeusz Gocłowski erygował parafię pw. św. Jerzego w Starej Kościelnicy.
- 3 sierpnia 1986 roku dokonano podziału dekanatu nowostawskiego. Wydzielono z niego dekanat malborski (obecnie dekanat Malbork II), który obejmował parafie w Malborku - Kałdowie, Kończewicach, Mątowach Wielkich, Miłoradzu, Pogorzałej Wsi, Szymankowie, Starej Kościelnicy oraz wikariat w Piekle. W tamtym czasie został ustalony ostateczny kształt dekanatu.
- 25 marca 1992 dekanat został wyłączony z diecezji gdańskiej i włączony do nowo utworzonej diecezji elbląskiej.

## Dziekani nowostawscy od1894roku
- 1894–1928 - ks. prałat Jan Tietz - proboszcz parafii św. Mateusza w Nowym Stawie
- 1928–1939 - ks. Franciszek Hohmann - proboszcz parafii św. Michała Archanioła w Miłoradzu
- 1939–1945 - ks. Hugo Panske - proboszcz parafii świętych Szymona i Judy Tadeusza w Gnojewie
- 1946–1962 - ks. szambelan Józef Boduch - proboszcz parafii świętych Apostołów Piotra i Pawła w Mątowach Wielkich
- 1962–1967 - ks. Zygmunt Badowski - proboszcz parafii Matki Bożej Wniebowzięcia w Kończewicach
- 1967–1968 - ks. Władysław Czarniak - proboszcz parafii św. Józefa w Malborku - Kałdowie
- 1968–1975 - ks. Władysław Żywiński - proboszcz parafii św. Mateusza w Nowym Stawie
- 1 sierpnia 1975 - 20 października 2007 - ks. prałat Ireneusz Glegociński - proboszcz parafii św. Mateusza w Nowym Stawie
- 1 listopada 2007 - nadal - ks. Jerzy Pawelczyk - proboszcz parafii św. Mateusza w Nowym Stawie

## Sąsiednie dekanaty
Elbląg – Południe, Elbląg – Śródmieście, Malbork I, Malbork II, Nowy Dwór Gdański, Tczew (diec. pelplińska), Żuławy Steblewskie (archidiec. gdańska)